# Paula Patton

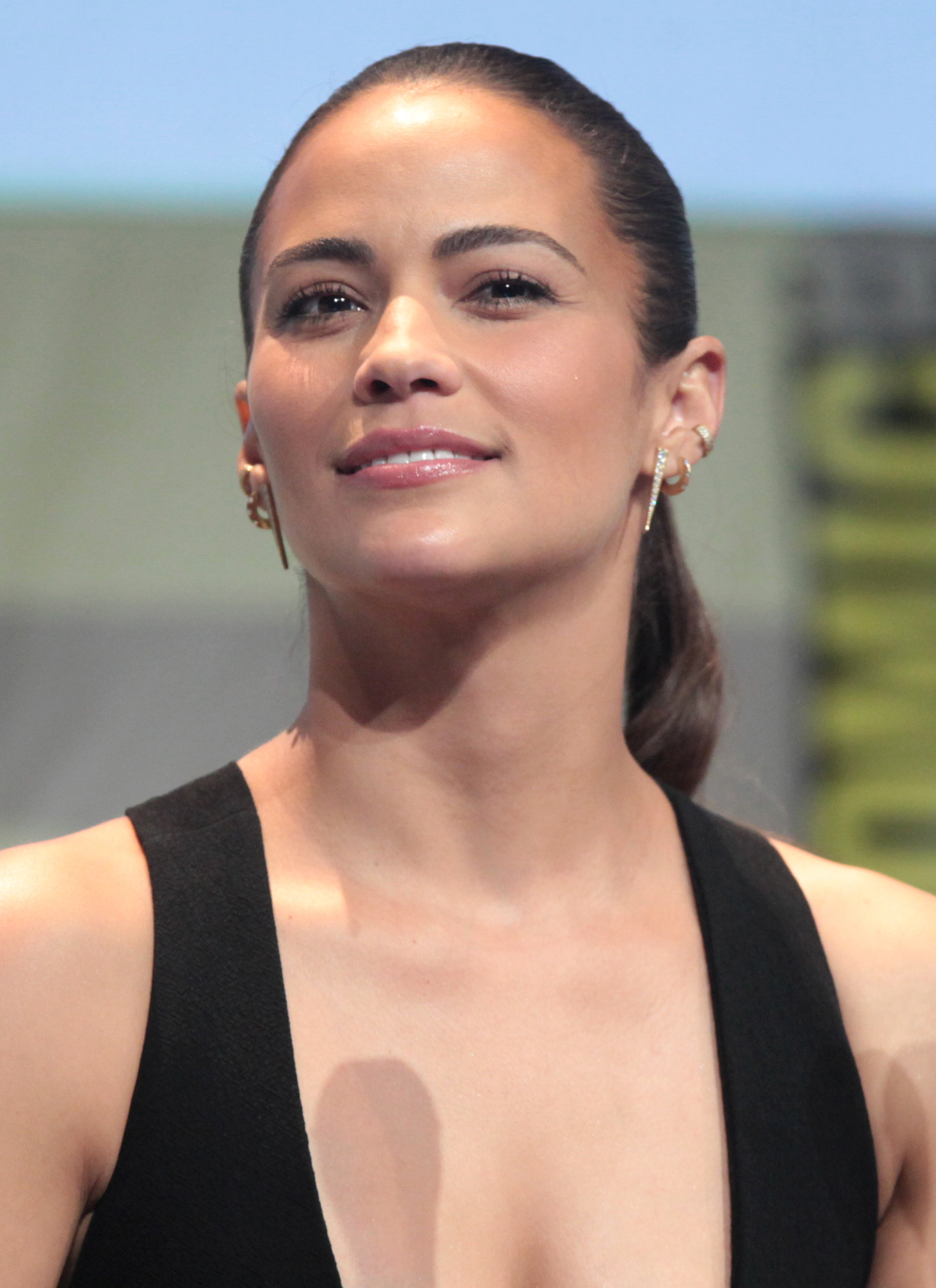
Paula Patton (2015)

Paula Maxine Patton (* 5. Dezember 1975 in Los Angeles, Kalifornien) ist eine US-amerikanische Filmschauspielerin.

## Leben und Karriere
Paula Patton ist die Tochter eines Anwalts und einer Lehrerin. Ihr Vater Charles Patton ist Afroamerikaner, ihre Mutter Joyce (geb. Vanraden) hat deutsche, englische und niederländische Wurzeln.
Patton besuchte das „Summer Program“ der University of Southern California School of Cinematic Arts und studierte Regie an der University of California, Berkeley, drehte anschließend etliche Kurzfilme und arbeitete als Produktionsassistentin für Fernsehdokumentarfilme.
Von 2000 bis 2002 produzierte sie erstmals selbst Teile der Dokumentation Medical Diaries, die auf dem Discovery Channel lief. Erst danach, im Alter von 27 Jahren, begann sie Schauspielunterricht zu nehmen. Ihre erste Rolle in einem Hollywoodfilm hatte Patton 2005 in der Komödie Hitch – Der Date Doktor, bevor sie ein Jahr später bereits Hauptrollen in dem Filmmusical Idlewild und neben Denzel Washington in dem Thriller Déjà Vu – Wettlauf gegen die Zeit spielte. Letztere verschaffte ihr 2007 eine Nominierung für den Black Reel Award. 2008 war sie im Horrorfilm Mirrors neben Kiefer Sutherland zu sehen.
2005 heiratete Patton den Sänger Robin Thicke. Am 6. April 2010 brachte Paula Patton den gemeinsamen Sohn zur Welt. Am 24. Februar 2014 gab das Paar seine Trennung bekannt. Am 9. Oktober 2014 reichte Patton die Scheidung in Los Angeles ein, die bis März 2015 vollzogen wurde.

## Filmografie (Auswahl)
- 2005: Hitch – Der Date Doktor (Hitch)
- 2005: London – Liebe des Lebens? (London)
- 2006: Idlewild
- 2006: Déjà Vu – Wettlauf gegen die Zeit (Déjà Vu)
- 2008: Swing Vote – Die beste Wahl (Swing Vote)
- 2008: Mirrors
- 2009: Precious – Das Leben ist kostbar (Precious: Based on the Novel Push by Sapphire)
- 2010: Just Wright – In diesem Spiel zählt jeder Treffer (Just Wright)
- 2010: Law & Order: Special Victims Unit (Fernsehserie, Episode 12x05 Wet)
- 2011: Jumping the Broom
- 2011: Mission: Impossible – Phantom Protokoll (Mission: Impossible – Ghost Protocol)
- 2012: Disconnect
- 2013: Liebe im Gepäck (Baggage Claim)
- 2013: 2 Guns
- 2014: About Last Night
- 2015: Runner (Fernsehfilm)
- 2016: The Perfect Match
- 2016: Warcraft: The Beginning (Warcraft)
- 2016: The Do-Over
- 2017: Somewhere Between (Fernsehserie, 10 Episoden)
- 2018: Traffik
- 2019: Sacrifice
- 2020: Vier Kids und der magische Sandelf (Four Kids and It)
- 2021: Sacrifice (Fernsehserie, 10 Episoden)
- 2022: Devil’s Promise (Fernsehserie, 6 Episoden)

## Auszeichnungen und Nominierungen
- 2007: Nominierung für den Black Reel Award für den besten Durchbruch für Déjà Vu – Wettlauf gegen die Zeit
- 2009: Nominierung für den Washington D.C. Area Film Critics Association Award für das beste Ensemble für Precious – Das Leben ist kostbar
- 2009: Boston Society of Film Critics Award für das beste Casting für Precious – Das Leben ist kostbar
- 2010: Nominierung für den Black Reel Award als beste Nebendarstellerin für Precious – Das Leben ist kostbar
- 2010: Black Reel Award für das beste Ensemble für Precious – Das Leben ist kostbar
- 2010: Nominierung für den Critics’ Choice Movie Award für das beste Ensemble für Precious – Das Leben ist kostbar
- 2010: Nominierung für den NAACP Image Award für die beste Nebendarstellerin in einem Spielfilm für Precious – Das Leben ist kostbar
- 2010: Nominierung für den Screen Actors Guild Award für das beste Casting für Precious – Das Leben ist kostbar
- 2012: Nominierung für den Alliance of Women Film Journalists: Kick Ass Award für den besten weiblichen Actionstar für Mission: Impossible – Phantom Protokoll[5]
- 2012: Nominierung für den Saturn Award für die beste Nebendarstellerin für Mission: Impossible – Phantom Protokoll
- 2012: Nominierung für den Teen Choice Award bester weiblicher Actionstar für Mission: Impossible – Phantom Protokoll
- 2012: Nominierung für den Black Reel Award für das beste Ensemble für Jumping the Broom
- 2012: Nominierung für den Image Award als herausragende Schauspielerin für Jumping the Broom